# Gunungiella dvatrimchi
Gunungiella dvatrimchi är en nattsländeart som beskrevs av Schmid 1968. Gunungiella dvatrimchi ingår i släktet Gunungiella och familjen stengömmenattsländor. Inga underarter finns listade i Catalogue of Life.